# The Sound of Drums
"The Sound of Drums" (KBS 방영 제목: 〈종말의 북소리〉)는 영국의 SF 드라마 《닥터 후》 시즌 3의 열한번째 에피소드이다. 2007년 6월 23일 BBC One에서 처음으로 방영되었다. 총 3부로 구성된 이야기 중 2부에 해당되는 에피소드로, "Utopia", "Last of the Time Lords"와 이어진다. 감독은 콜린 티그, 각본은 총괄프로듀서 러셀 T 데이비스가 맡았다.
이번 에피소드에서는 21세기 지구를 배경으로 닥터와 같은 타임 로드 종족이자 시간여행자 마스터 (존 심)이 휴대전화 위성망을 통해 지구인들을 세뇌하여 영국 내 입지를 올리고 총리에 당선되면서 시작되는 이야기를 담았다. 선거에 앞서 마스터는 토클라페인이란 이름의 외계 침략 종족과 계약하여 음모를 꾸며두고 있었고, 지구로 돌아온 닥터 일행은 마스터를 막기 위한 행동에 나선다.

## 줄거리
전편에서 마스터가 타디스를 훔쳐 타고 가는 바람에 우주의 종말 시점에 갇힐 위기에 처해 있던 10대 닥터, 캡틴 잭 하크니스, 마사 존스는 몰려드는 퓨처카인드를 뿌리치고 잭의 볼텍스 조종기를 써서 현대의 런던으로 시공간 이동을 한다. 세 사람은 머지않아 마스터가 영국의 신임 총리인 해롤드 색슨 행세를 하고 있다는 사실을 깨닫는다. 마스터는 아크엔젤 (Archangel)이라는 휴대전화망을 이용해 영국 국민들을 세뇌시켜 자신에게 투표하도록 정신을 조작하고 있었다. 세 사람은 마사의 아파트로 향했다가 그곳에 설치되어 있던 폭탄을 가까쓰로 피해 목숨을 건지고, 마사의 가족이 전원 체포되었다는 사실을 알게 된다. 마스터는 닥터에게 전화를 건 뒤 자신의 승리를 기뻐하는 동시에 세 사람은 수배되었다는 사실을 밝힌다.
버려진 건물에 피신해 있던 닥터는 마사의 노트북 부품과 타디스 키를 이용해 만든 인지 필터로 움직임이 눈에 띄지 않게 한다. 마스터의 과거를 회상하던 닥터는 어렸을 적 마스터가 타임 볼텍스 안을 들여다보고서 미쳐버리고 말았다고 밝힌다. 세 사람은 우연히 눈에 들어온 TV 뉴스에서 인류가 토클라페인이라는 이름의 외계 종족과 처음 조우했다는 사실을 마스터가 내일 발표할 예정이라는 보도를 접한다. 한편 미국 대통령과 만난 마스터는 UNIT의 개입으로 항공수송기 '발리안트' (Valiant)로 발표장소가 바뀌자, 변화를 받아들여 아내 루시와 함께 발리안트호에 탑승한다. 닥터와 마사, 잭도 발리안트호로 순간이동해서 그곳에 있던 타디스를 발견하는데, 마스터가 패러독스 머신으로 개조하여 전력을 끌어올려 외계와의 조우 순간에 작동되도록 설정되어 있었다.
닥터 일행은 발리안트호의 선교에 오른 그때, 토클라페인 네 마리가 처음으로 모습을 드러낸다. 마스터는 토클라페인에게 명령을 내려 동승하던 윈터스 미국 대통령을 죽인다. 그리고는 몰래 들어온 닥터 일행을 향해 자신에게는 인지 필터를 덧씌워도 소용 없다며, 레이저 스크류드라이버를 이용해 잭을 죽이고 라자러스 교수의 유전자 역노화 기술과, 잭이 보관해왔다가 타디스에 두고 내린 닥터의 손을 이용해 닥터의 나이를 100살 늘려버린다. 다시 부활한 잭은 마사에게 볼텍스 조종기를 건네고 발리안트호에서 하선하라고 전한다.
마스터는 마사의 가족을 선교로 데려오고, 패러독스 머신이 가동되어 발리안트호 상공에 거대한 틈새가 생긴다. 틈새를 타고 건너온 60억 마리의 토클라페인이 지구 상공에 나타나, 지구인의 10분의 1을 살해한다. 늙어버린 닥터를 보살피던 마사는 닥터로부터 알 수 없는 귓속말을 전해듣고, 볼텍스 조종기를 써서 순간이동 한 뒤 돌아오리라 다짐한다.

### 다른 에피소드와의 연관성
닥터 후 에피소드 역사상 처음으로 흑인 타임로드가 묘사된 에피소드로, 갈리프레이에서의 일을 회상하는 장면에서 등장한다. 그 전까지 흑인 타임로드는 폴 코넬의 2000년 스핀오프 소설 《The Shadows of Avalon》과 빅 피니시 프로덕션의 오디오 드라마에서 묘사된 것이 끝이었다. 후자의 경우 타임로드의 대통령 라실론 역에 배우 돈 워링턴이 연기한 것이다.
어린 시절 마스터 입은 흑백 의상은 1969년 〈The War Games〉에서 등장한 의상과 닮았다. 또 타임로드의 제례복은 1976년 〈The Deadly Assassin〉에서 처음으로 선보였다. BBC 제작진 의상 디자이너 제임스 애치슨이 디자인한 큼직한 스티프칼라로, 오늘날까지도 타임 로드라고 하면 떠올릴 법한 차림새로 남아있다. 의상의 경우 영국 블랙풀의 닥터후 전시관에서 대여한 원본 그대로의 의상이다. 또 애치슨이 디자인한 갈리프레이의 상징, 라실론 문장도 이 에피소드에서 모습을 보이는데, 1996년 닥터 후 TV 영화판에서 마지막으로 등장한 뒤 뉴 시즌 들어서는 처음이다.
마스터는 아내 루시 잭슨을 충실한 '동행자'라고 부르는데 이는 닥터의 여행 동행자를 의식한 설정으로 보인다. 한편으로 마스터가 텔레토비를 즐겁게 보는 것으로 묘사되는데, 이는 마스터가 어린이 프로를 좋아한다는 올드 시즌의 설정을 이어받은 것으로, 1972년 〈The Sea Devils〉에서 어린이용 스톱모션 애니메이션인 《클랜저스》 (Clangers)를 보는 것으로 처음 묘사된 바 있다. 두 에피소드 모두 마스터는 프로 속 캐릭터를 보며 저것들이 진짜였다면 얼마나 재밌을까라며 비꼬듯 감상하는 것으로 묘사된다. 또한 에피소드 후반에 이르러 마스터가 전세계 언론의 카메라를 향해 "지구인들이여, 지금부터 잘 들어주시오" (Peoples of the Earth, please attend carefully)란 대사를 하는데, 이 역시 올드 시즌 시절인 1981년 〈Logopolis〉 4화에서 마스터가 했던 대사인 "우주인들이여, 지금부터 잘 들어주시오" (Peoples of the Universe, please attend carefully)를 가져온 대사다.
시즌 3 내내는 물론 토치우드 에피소드 "Captain Jack Harkness"에서도 스쳐 지나간 '색슨에게 투표하자' (Vote Saxon)이란 포스터의 정체가 드러나는 에피소드이기도 하다. 루시가 남편의 가짜 인생사를 눈치채는 장면에서 비비언 루크는 해리엇 존스 전 총리의 몰락을 사례로 드는데, 해리엇 존스는 시즌 1 "Aliens of London"에서 국회의원으로 처음 등장했고 이후 크리스마스 특집인 "The Christmas Invasion"의 시점에서 영국 총리로 등장한 바 있다. 크리스마스 특집에서는 닥터가 존스 총리에게 오래 못 갈 것이라고 언급하고 또 논란에 휩싸이는 정도로만 묘사되었을 뿐, 실제로 어떻게 되었는지는 밝혀지지 않았는데, 여기서 마스터가 처한 상황이 존스 총리와 똑같다고 언급되면서 존스 총리의 실각이 사실로 확인된 셈이다. 한편 마스터가 색슨 총리의 이름으로 첫 내각 회의를 주재할 때, 다우닝 가와 내각 회의실이 재건됐다고 언급하는데 이 역시도 시즌 1 "World War Three"의 결말과 연관이 있다.
마사네 집에 있던 텔레비전은 맥파이 전자 (Magpie Electricals)로, 시즌 2 "The Idiot's Lantern"에서 TV 대여 유통업체로 나왔던 맥파이 사를 말한다. 마스터는 닥터와 마사가 걸려들기 위한 함정으로, 마사의 가족인 티시에게 자신이 투자한 라자러스 교수의 연구소에서 일하도록 주선해 주는데 이는 곧 시즌 3 "The Lazarus Experiment"에서 드러난다. 해당 에피소드에서는 본 건물 전체를 아울러 동그란 상징물이 강조되는데, 이 에피소드에서도 마스터의 반지로 하여금 동그란 상징으로 보이도록 연출되어 마스터가 라자러스 계획에 연관되었다는 암시를 남긴다. 라자러스 교수가 모종의 사건으로 사망하자, 마스터는 유전자 역노화 기술을 자신이 새로 만든 레이저 스크류드라이버에 탑재하여, 닥터를 노화시켜 사로잡는 데 쓰게 된다. 닥터가 노화된다는 이야기는 올드 시즌 시절 에피소드인 〈The Leisure Hive〉 (1980)에서도 다뤄진 바 있다.
시대와는 맞지 않는 타디스의 외형이 사람들의 눈에 잘 띄지 않는 이유는 "인지 필터" (perception filter) 덕분인 것으로 처음으로 명확히 설명되는 에피소드이기도 하다. 이런 설정은 《토치우드》의 에피소드 "Everything Changes"에서 살짝 드러난 적이 있었는데, 타디스의 해당 속성이 보도블럭에 깃든 것으로 설명된다. 그 다음으로 언급된 것은 시즌 3 "Human Nature"로, 닥터가 타디스는 회중시계처럼 제자리에 있을 것이라고 설명한다.
작중 등장하는 윈터스 미 대통령은 UNIT의 외계인 접촉 프로토콜이 1968년에 제정되었다고 밝히는데, UNIT이 본 드라마에 처음으로 소개된 〈The Invasion〉의 방영 연도이기도 하다. 또 자신을 두고 "대통령에 당선된" (Presiden-elect)라고 꼬박꼬박 소개하는 것은, 상술한 해리엇 존스 영국 총리가 자신을 소개할 때 "영국 총리입니다"라고 매번 소개하는 것을 연상시킨다.
닥터는 시간 전쟁을 끝내야만 했던 그 시절을 회상하는데, 이는 시즌 2 "The Satan Pit"에서도 야수가 닥터를 "자기 종족의 멸절자" (killer of his own kind)라고 부르자 닥터가 똑같이 했던 일이기도 하다. 닥터가 최후의 시간 전쟁에서 타임 로드 전 종족이 몰락한 것에 개입했다는 설정을 분명히 하는 대사이기도 하다. 닥터의 중대한 결정과 그로 인한 닥터의 무게감은 이후 시즌 4 "Journey's End"와 〈The End of Time〉에서도 살짝 다뤄진다. 하지만 50주년 특집 에피소드인 "The Day of the Doctor"에서는 10대 닥터 스스로는 물론 시간 전쟁 당시의 모습이었던 워 닥터와 미래 모습인 11대 닥터까지도 해당 사건에 개입했음이 밝혀지지만, 개입 직후 발생한 시간 모순으로 기억을 잊었기 때문에 본 에피소드 시점에서는 자신의 손으로 종족을 멸망시켰다고 믿고 살아가는 닥터가 되고 말았다.
마스터가 아직 색슨 총리 행세를 하던 시점에서 발리안트호에 탑승한 뒤 아내 루시에게 아기 젤리를 권하는데, 올드 시즌 시절 4대 닥터가 상대에게 종종 먹으라며 건넸던 아기 모양 젤리를 말하는 것이기도 하다.